# Kuntinamadu, Tarikere
Kuntinamadu là một làng thuộc tehsil Tarikere, huyện Chikmagalur, bang Karnataka, Ấn Độ.